# 姜奭
姜奭，榆林衛人。明朝軍事將領。姜漢之子。
明安化王朱寘鐇謀逆時，姜漢被殺，姜奭脫逃。后嗣職為都指揮僉事。正德十一年，回族魏景陽民變，巡撫蕭翀檄令姜奭討伐，并佔領景陽。進署都指揮同知，充右參將守肅州。嘉靖二年，擢右副總兵，分守涼州，進署都督僉事，充總兵官，鎮甘肅，平定回族進犯甘州的叛變。之後率遊擊周倫等襲擊西海賊於苦水墩，都指揮張錦戰死，后戰役獲勝，進署都督同知。后平定吉囊他部叛變，予實授。嘉靖十六年，蒙古進犯甘州，不能抵禦，貶二秩戴罪。之後因永昌破敵戰功，恢復署都督僉事。同年冬，因事連坐被罷免。久之，以薦擢副總兵，協守大同，為總督翁萬達劾罷。有一子姜應熊。